# Spirorhabdia
Spirorhabdia är ett släkte av svampdjur. Spirorhabdia ingår i familjen Crellidae.
Kladogram enligt Catalogue of Life:
| Spirorhabdia | \| \| Spirorhabdia alata \| \| \| \| \| \| Spirorhabdia vidua \| \| \| \| |
|              | \| \| Spirorhabdia alata \| \| \| \| \| \| Spirorhabdia vidua \| \| \| \| |
|              | Anisocrella                                                               |
|              |                                                                           |
|              | Crella                                                                    |
|              |                                                                           |
|              | Crellastrina                                                              |
|              |                                                                           |
|              | Crellomima                                                                |
|              |                                                                           |
|              | Yvesia                                                                    |
|              |                                                                           |
|              | Spirorhabdia alata                                                        |
|              |                                                                           |
|              | Spirorhabdia vidua                                                        |
|              |                                                                           |

|  | Spirorhabdia alata |
|  |                    |
|  | Spirorhabdia vidua |
|  |                    |